# Abramo Albini
Pour les articles homonymes, voir Albini.
Abramo Albini, né le 29 janvier 1948 à Garzeno, est un rameur italien. Il participe aux Jeux olympiques d'été de 1968 et aux Jeux olympiques d'été de 1972 en participant à l'épreuve du quatre sans barreur. L'equipage de 1968 médaillé était lors également composé de Pier Angelo Conti Manzini, Tullio Baraglia et Renato Bosatta. En 1968, il remporte la médaille de bronze. En 1972, il termine à la dixième place.

## Palmarès

### Jeux olympiques
- Jeux olympiques de 1968 à Mexico,  Mexique
  -  Médaille de bronze.